# Kapit
Kapit is een plaats en gemeente (majlis daerah; district council) in de Maleisische deelstaat Sarawak.
De gemeente telt 111.000 inwoners en is de hoofdplaats van het gelijknamige district.